# Hrîstanivka, Lohvîțea
Hrîstanivka (în ucraineană Христанівка) este un sat în comuna Vasîlkî din raionul Lohvîțea, regiunea Poltava, Ucraina.

## Demografie
Componența lingvistică a localității Hrîstanivka
     Ucraineană (97,56%)
     Română (2,44%)
Conform recensământului din 2001, majoritatea populației localității Hrîstanivka era vorbitoare de ucraineană (97,56%), existând în minoritate și vorbitori de română (2,44%).